# アウェイフロムキーボード
アウェイフロムキーボード (Away From Keyboard: AFK)とは、主にネットワーク上のコミュニティやMMORPGにおいて、キーボードから離れる (Away)、転じて退席するという意味の言葉。特に、ゲームの中でチームを組んで協力したり、またチーム同士で対戦したりする場合には足手まといになるため、迷惑行為として認識されることが多い。オンラインゲームの普及と同時に海外のネットワーク上での略語文化 (CU, thx, plz等)とともに普及した。

## 対策
ゲームのベンダー側は、AFKや一定時間入力が無い場合にほかのプレイヤーが不利益を被らないように、以下の対策を行うことがある。
- コンピュータ操作に切り替わる
- 強制ログアウト
- 何らかのペナルティを課す

しかし、いずれも自陣の戦力が低下するという点で根本的な対策とはなっていない。
さらに、AFK判定を回避するため自動的に移動するスクリプトなどが組まれることがあり、いたちごっことなっている。